# ديفيد وليامز (لاعب اتحاد الرغبي)
ديفيد وليامز (بالإنجليزية: David Williams)‏ هو لاعب اتحاد الرغبي أسترالي، ولد في 1894 في توومبا في أستراليا، وتوفي في 1959.